# Par i trubbel
Par i trubbel (engelska: Man Trouble) är en amerikansk långfilm från 1992 i regi av Bob Rafelson, med Jack Nicholson, Ellen Barkin, Harry Dean Stanton och Beverly D'Angelo i rollerna.

## Handling
Harry Bliss (Jack Nicholson) äger en firma för vakthundar och går i parterapi med sin fru Adele (Lauren Tom). En seriemördare härjar i Los Angeles så när Joan Spruance (Ellen Barkin) får sin lägenhet genomsökt och mottar hotande telefonsamtal flyttar hon ihop med sin syster Andy (Beverly D'Angelo).
Joan känner sig fortfarande inte trygg så hon anlitar vakthundar från Harrys firma och snart tillhandahåller Harry mer än bara hundar för den vackra sångerskan.

## Rollista
| Jack Nicholson      | – Eugene Earl Axline/Harry Bliss |
| Ellen Barkin        | – Joan Spruance                  |
| Harry Dean Stanton  | – Redmond Layls                  |
| Beverly D'Angelo    | – Andy Ellerman                  |
| Michael McKean      | – Eddy Revere                    |
| Saul Rubinek        | – Laurence Moncrief              |
| Viveka Davis        | – June Huff                      |
| Veronica Cartwright | – Helen Dextra                   |
| David Clennon       | – Lewie Duart                    |
| John Kapelos        | – Inspektör Melvenos             |
| Lauren Tom          | – Adele Bliss                    |
| Paul Mazursky       | – Lee MacGreevy                  |
| Gary Graham         | – Butch Gable                    |
| Betty Carvalho      | – Socorro                        |

## Mottagande
Filmen blev inte väl mottagen och har bara 17% positiva recensioner på kritikersajten Rotten Tomatoes. Nicholson fick en nominering för Sämsta manliga skådespelare vid Golden Raspberry Awards 1992 (även för sin medverkan i Hoffa).